# فرانشيسكو غراتسياني
فرانشيسكو غراتسياني (بالإيطالية: Francesco Graziani)‏، (سوبياكو بمقاطعة روما، 16 ديسمبر 1952)، لاعب كرة قدم إيطالي سابق ومدرب كرة قدم إيطالي.
بدأ مسيرته الكروية مع نادي أريتسو، وبعدها انتقل إلى نادي تورينو وساعدهم على الفوز بلقب الدوري الإيطالي في عام 1976، وأصبح هدافا للدوري في عام 1977 برصيد 21 هدف، وبعدها له مع نادي فيورنتينا بين عامي 1981 و1983، وثم لعب مع نادي روما بين عامي 1983 و1988، وبعدها اختتم مسيرته الكروية مع نادي أودينيزي، وقد لعب 353 مباراة في الدوري الإيطالي وسجل 130 هدف.
و قد لعب مع منتخب إيطاليا لكرة القدم 64 مباراة وسجل 23 هدف.
و قد أصبح مدربا بعد أن أعتزل، فدرب نادي ريجينا في عام 1989 وحتى 1990، ودرب نادي أفيللينو في عام 1993، وفي موسم 2001/2002 درب نادي كاتانيا، وفي موسم 2003/2004 درب نادي مونتيفاركي، وبين عام 2004 و2006 درب نادي تشيرفيا.

## روابط خارجية
- فرانشيسكو غراتسياني على موقع الاتحاد الدولي (مؤرشف)  (الإنجليزية)
- فرانشيسكو غراتسياني على موقع الاتحاد الأوربي (الإنجليزية)
- فرانشيسكو غراتسياني على موقع قاعدة بيانات كرة القدم.إي يو (الإنجليزية)
- فرانشيسكو غراتسياني على موقع ناشيونال فوتبول تيمز (الإنجليزية)
- فرانشيسكو غراتسياني على موقع عالم كرة القدم.نت (الإنجليزية)